# Bâtiment de la vieille poste de Brza Palanka
Le bâtiment de la vieille poste de Brza Palanka (en serbe cyrillique : Зграда старе поште-мезулане у Брзој Паланци ; en serbe latin : Zgrada stare pošte-mezulane u Brzoj Palanci) se trouve à Brza Palanka, dans la municipalité de Kladovo et dans le district de Bor, en Serbie. Il est inscrit sur la liste des monuments culturels protégés de la république de Serbie (identifiant no SK 475).